# IC 1560
IC 1560 је ознака објекта на координатама са ректансцензијом 0h 37m 40,0s и деклинацијом + 2° 40" 18'. Открио га је Гијом Бигурдан, 28. новембра 1896. Каснијим посматрањима на том положају није уочен никакав астрономски објекат.